# Моленарс, Иво
Иво Моленарс (нидерл. Yvo Molenaers; род. 25 февраля 1934, Herderen, Лимбург)  — бельгийский профессиональный шоссейный велогонщик в 1956—1967 годах. Победитель многодневной велогонки Тур Люксембурга (1963).

## Достижения
1957
5-й Тур Фландрии
9-й Тур Бельгии — Генеральная классификация
1958
9-й Тур Фландрии
9-й Флеш Валонь
9-й Схелдепрейс
1960
1-й — Этап 1 Париж — Ницца
3-й Милан — Сан-Ремо
3-й Милан — Мантуя
5-й Париж — Брюссель
1961
1-й — Этап 2 Тур Швейцарии
3-й Гент — Вевельгем
1962
2-й Милан — Сан-Ремо
1963
1-й Тур Люксембурга — Генеральная классификация
1964
2-й Четыре дня Дюнкерка — Генеральная классификация
2-й Гент — Вевельгем
2-й Брабантсе Пейл
3-й Париж — Рубе
3-й Омлоп Хет Ниувсблад
3-й Эшборн — Франкфурт
10-й Милан — Сан-Ремо
1966
1-й Omloop Mandel-Leie-Schelde Meulebeke

## Статистика выступлений

### Гранд-туры
| Гранд-тур                 | 1960 | 1961 | 1962 | 1963 | 1964 | 1965 | 1966 |
| ------------------------- | ---- | ---- | ---- | ---- | ---- | ---- | ---- |
| Джиро д’Италия            | —    | 84   | —    | —    | —    | 42   | —    |
| Тур де Франс              | 64   | —    | —    | НФ   | НФ   | 81   | 81   |
| (c 2010 ) Вуэльта Испании | —    | —    | —    | —    | —    | —    | —    |

| —  | Не участвовал  |
| НФ | Не финишировал |